# Larsholmen (Lindås)
Ne doit pas être confondu avec Larsholmen.
Larsholmen est une île dans le landskap Sunnhordland du comté de Vestland. Elle appartient administrativement à Lindås.

## Géographie
Rocheuse et couverte d'arbres, à fleur d'eau, elle s'étend sur environ 164 m de longueur pour une largeur approximative de 121 m. Elle compte sept habitations et quatre quais d'amarrage.